# Єтті Парл
Єтті Парл (нід. Jetty Paerl; 27 травня 1921 — 22 серпня 2013) — популярна у 40-50-і роках нідерландська співачка та радіоведуча, одна з двох представниць Нідерландів на конкурсі пісні Євробачення 1956.

## Біографія
Народилася 27 травня 1921 року в Амстердамі у родині кінематографіста Джо Парла (нід. Jo Paerl). Під час Другої світової війни через своє єврейське походження була змушена тікати з окупованих Гітлером Нідерландів до Лондону. Там вона виступає на «Radio Oranje» (радіостанції голландського уряду у вигнанні). Цей факт її біографії було показано в одній з серій документального британського телесеріалу «The World at War». Після повернення на батьківщину Парл активно виступає на радіо.
1956 року Єтті Парл взяла участь на першому конкурсі пісні Євробачення, що транслювався тоді по радіо. На конкурсі нею була виконана пісня «De Vogels Van Holland» (укр. Голландські птиці). Разом з нею Нідерланди також представляла Коррі Броккен (переможниця конкурсу 1957 року). За рішенням журі, ні та, ні інша переможницями конкурсу не стали.
Участь співачки на Євробаченні можна назвати «рекордною». Виконавиця стала найпершою з учасників Євробачення, які коли-небудь виступали, найпершою учасницею від своєї країни, а до кінця життя була однією з найстарших учасників цього конкурсу.
Була одружена з художником Сесом Бантзінгером (Cees Bantzinger, 1914–1985). Мала дочку Анну-Розу Бантзінгер.
Померла 22 серпня 2013 року.